# Mont-de-Marsan
Mont-de-Marsan (okzitanisch Lo Mont de Marsan, auch: Lo Moun) ist eine französische Stadt mit 31.455 Einwohnern (Stand 1. Januar 2022) im Département Landes in der Region Nouvelle-Aquitaine und die größte Stadt des Départements. Sie ist Sitz der Präfektur des Départements. Die Präfektur verwaltet auch das Arrondissement Mont-de-Marsan.
Mont-de-Marsan liegt an den Flüsschen Midou und Douze, die sich in der Stadtmitte zur Midouze vereinigen. Diese ist ein Nebenfluss des Adour. Sie wird deshalb auch Stadt der drei Flüsse genannt.

## Geschichte
In Mont-de-Marsan fand 1976 das erste Festival des Punk der Welt statt.

## Bevölkerungsentwicklung
| Jahr                       | 1962   | 1968   | 1975   | 1982   | 1990   | 1999   | 2006   | 2017   | 2021   |
| Einwohner                  | 20.191 | 24.444 | 26.166 | 27.326 | 28.328 | 29.489 | 30.230 | 29.554 | 30.674 |
| Quellen: Cassini und INSEE |        |        |        |        |        |        |        |        |        |

## Sehenswürdigkeiten
- Kirche La Madeleine
- Kirche Saint-Jean-d'Août
- Kirche Saint-Jean-Baptiste
- Kirche Saint-Vincent-de-Paul
- Protestantische Kirche
- mehrere Kapellen
- Musée Despiau-Wiérick

## Partnerschaft
Die Stadt ist seit 1956 partnerschaftlich mit der schwedischen Kommune Alingsås verbunden.

## Persönlichkeiten
- Pierre Bosquet (1810–1861), Marschall von Frankreich
- Charles Despiau (1874–1946), Bildhauer
- Robert Wlérick (1882–1944), Bildhauer
- Maurice Delom-Sorbé (1898–1986), Politiker
- Valentine Penrose, geb. Boué (1898–1978), Schriftstellerin und Künstlerin des Surrealismus
- Pierre Gensous (1925–2017), Gewerkschafter und Politiker
- Jacques Foix (1930–2017), Fußballnationalspieler
- Christian Bussi (* 1945), Rennfahrer und Rennstallbesitzer
- Alain Juppé (* 1945), Politiker
- Joël Bats (* 1957), Fußballspieler
- Patricia Millardet (1957–2020), Schauspielerin
- Anne-Christine Lang (* 1961), Politikerin
- Jean Van de Velde (* 1966), Golfer
- Fabienne Feraez (* 1976), beninisch-französische Sprinterin
- Augustin Gensse (* 1983), Tennisspieler
- Romain Taofifénua (* 1990), Rugby-Union-Spieler
- Loïs Diony (* 1992), Fußballspieler
- Gaëtan Laborde (* 1994), Fußballspieler
- Mathieu Neumuller (* 2003), französisch-madagassischer Skirennläufer